# 鄧藩錫
鄧藩錫（1597年3月24日—1643年1月26日），字晉伯，號雲中，南直隸鎮江府金壇縣人，明朝政治人物。

## 生平
天啟元年（1621年），鄧藩錫中式辛酉科應天鄉試第六十二名舉人，崇禎七年（1634年）登甲戌科三甲二十一名進士，兵部觀政，本年六月授福建龍巖縣知縣，為政清廉耿直，到任後首先革除陋規，擒殺賊人首腦張維新，又捐俸修建學宮，旱災時在岩洞祈禱下雨，令士民懷念；九年（1636年）負責同考福建鄉試，到十三年（1640年）因得罪權貴調任浙江嵊縣知縣，在荒年設立粥廠救活不少飢民。崇祯十四年入朝為南京兵部职方司主事、郎中。
崇禎十五年（1642年），出任山東兗州府知府，一抵任已得知清兵入關，他極力修繕兵具，並典當自己衣物和妻妾飾物購買酒食慰勞士兵，很快清兵四萬人抵達城外，他向魯王朱以派說：「府有官，國有王，好像同舟一樣。城池失守，因為貴族只顧金錢，叫鄙人、餓夫守衛。城郭是我的性命，財產則是別人的性命，我不能給予別人性命，怎能期望別人給予我性命？如果魯王能散發積糧振奮士氣，城池還有機會保存。」魯王始終不願意。他和監軍參議王維新、同知譚絲、曾文蔚，通判閻鼎，推官李昌期等十人分門死守兗州府，到十二月八日城池遭攻破，王維新力戰而死，鄧藩錫被抓，不願投降被殺，其妾攜同兒子投井自殺。崇禎十七年（1644年）追贈太僕寺卿，入祀「七君子祠」。

## 家族
曾祖鄧震；祖鄧信，欽依教官；父鄧宗夔。

## 引用
1. 1 2  光緒《金壇縣志·卷九·人物志》：鄧藩錫 字晉伯，弱冠力學嗜古，從遊者眾，貧族將鬻妻，聞哭聲即以脯金贈。天啟辛酉舉於鄉，崇禎七年成進士，授龍巖知縣，胥吏例納花幣，峻卻之俸，及期以失權貴意左調嵊縣，其年大瘠，置粥廠活飢民無算；陞南京兵部主事，厯郎中，十五年遷兖州知府，甫抵任，已聞大清兵入塞，亟繕守具，自括其衣裘及妾環珥典金買牛酒勞士。未幾四萬騎薄城下，藩錫走告魯王曰：「郡有吏，國有王，猶同舟也。列城失守，皆由貴家惜金錢，而令窶人、餓夫列陴捍禦。夫城郭者，我之命也。財賄者，人之命也。我不能畀彼以命，而望若輩畀我以命乎？王誠散積儲以彭士氣，城猶可存。」王不能從。藩錫與監軍參議王維新，同知譚絲、曾文蔚，通判閻鼎，推官李昌期等十人分門死守。至十二月八日，力不支城破，維新力戰死，藩錫受縛不降被殺，其妾攜稚子投井死。崇禎十七年授太僕寺卿，今崇祀七君子祠。
2. ↑  民國《龍巖縣志·卷三十一》·良吏傳：鄧藩錫，字雲中，金壇人，崇禎甲戌會魁，九年知縣事。清介侃直，首革陋規，擒寇魁張維新等戮之，捐俸修學宮，歲旱祈雨巖洞，彌月得雨，築宮崇報，以巖洞為一方形勝，乃以五雲分社課文，巖士卜地築館，計二十餘所，文教大興，士民懷之。
3. ↑  《崇禎七年甲戌科進士三代履歷》：鄧藩錫，曾祖震；祖信，欽依教官；父宗夔。雲中，書一房，丁酉年二月八日生，鎮江金壇縣人，辛酉鄉試，會十二名，三甲三十一名，兵部觀政，六月授福建龍岩知縣，丙子本省同考，戊寅以平冠吏部紀録，庚辰调嵊縣。
4. ↑  《明史·卷二百九十一·列傳第一百七十九·忠義三》：鄧藩錫，字晉伯，金壇人。崇禎七年進士。歷南京兵部主事。十五年遷兗州知府，甫抵任，已聞大清兵入塞，亟繕守具。未幾，四萬騎薄城下，藩錫走告魯王曰：「郡有吏，國有王，猶同舟也。列城失守，皆由貴家惜金錢，而令窶人、餓夫列陴捍禦。夫城郭者，我之命也。財賄者，人之命也。我不能畀彼以命，而望彼畀我以命乎？王誠散積儲以鼓士氣，城猶可存。不然，大事一去，悔無及矣。」王不能從。藩錫與監軍參議王維新，同知譚絲、曾文蔚，通判閻鼎，推官李昌期，滋陽知縣郝芳聲，副將丁文明，長史俞起蛟及裏居給事中範淑泰等分門死守。至十二月八日，力不支，城破，維新猶力戰，被二十一創乃死。藩錫受縛不降，被殺，其妾攜稚子投井死。魯王以派亦被殺。